# اشول، هارتفوردشر
اشول، هارتفوردشر (به انگلیسی: Ashwell, Hertfordshire) یک روستا و محله مدنی در بریتانیا است که در نورث هارتفوردشر واقع شده‌است. اشول ۱٬۸۷۰ نفر جمعیت دارد.